# Giải bóng đá Hạng Ba Quốc gia 2008
Giải bóng đá Hạng Ba toàn quốc 2008 là mùa giải thứ tư của giải bóng đá hạng cao thứ 4 trong hệ thống vô địch giải bóng đá Việt Nam (sau V-League, Hạng nhất và Hạng nhì) do Liên đoàn bóng đá Việt Nam tổ chức hàng năm. Giải bóng đá hạng Ba toàn Quốc năm 2008 chính thức khởi tranh giải đấu bắt đầu từ 10/10/2007 đến 30/10/2008, với sự tham dự của 23 đội bóng khắp nơi trên cả nước.

## Thể lệ
Giải bóng đá hạng Ba toàn quốc năm 2008 đã thu hút sự tham dự của tổng cộng 23 đội bóng đại diện cho các Tỉnh, Thành, Ngành trên cả nước. Căn cứ theo vị trí địa lý, 23 đội bóng dự giải được chia làm 4 bảng, cụ thể như sau:
- Bảng A: Do Trung tâm đào tạo bóng đá trẻ Hải An VST làm bảng trưởng (thi đấu trên sân Trung tâm Đào tạo trẻ Nam Định), gồm 5 đội: Hải An VST, Hoà Phát Hà Nội, Thể Công Viettel, Vĩnh Phúc và Yên Bái.
  - Bảng A (do Sở VH-TT-DL Lạng Sơn làm bảng trưởng) gồm 6 đội: Lạng Sơn, Bộ Công an, CLB Hà Nội ACB, Truyền hình Bắc Giang, Vĩnh Phúc và Yên Bái.
  - Bảng B (do Sở VH-TT-DL Nam Định là bảng trưởng) gồm 6 đội: Nam Định, CLB Hoà Phát HN, Thanh Hoá, CLB Thể Công, CLB SHB Đà Nẵng và Pha Đin Quảng Ngãi.
  - Bảng C (do Trung tâm TDTT Thành Long TPHCM làm bảng trưởng) chỉ còn 5 đội tham dự là: Thành Long, Cà Mau, Long An, TMN CSG và Đăk Lăk.
  - Bảng D (do Sở VH-TT-DL Bà Rịa Vũng Tàu làm bảng trưởng) gồm 6 đội: Bà Rịa-Vũng Tàu, Trẻ TDC Bình Dương, Bình Phước, KonTum, Phú Yên và Maseco.

Theo điều lệ Giải, các đội sẽ thi đấu vòng tròn 1 lượt tại mỗi bảng chọn 4 đội dẫn đầu tại mỗi bảng vào thi đấu tại Bán kết. 2 đội giành chiến thắng tại vòng chung kết xếp đồng hạng nhất và giành quyền thi đấu tại giải hạng Nhì Quốc gia năm 2009.
Các trận đấu thuộc vòng loại sẽ diễn ra từ 10/10 đến 24/10/2008. Hai trận đấu thuộc vòng chung kết diễn ra vào ngày 30/10/2008.

## Vòng bảng

### Bảng A
| Ngày       | Đội 1     | Tỷ số | Đội 2      | Ngày       | Đội 1      | Tỷ số | Đội 2      | Ngày       | Đội 1      | Tỷ số | Đội 2      |
| ---------- | --------- | ----- | ---------- | ---------- | ---------- | ----- | ---------- | ---------- | ---------- | ----- | ---------- |
| 10/10/2008 | Lạng Sơn  | 0 - 2 | Bộ Công an | 15/10/2008 | Bộ Công an | 1 - 1 | Hà Nội ACB | 20/10/2008 | Hà Nội ACB | 0 - 1 | Bắc Giang  |
| 11/10/2008 | Bắc Giang | 0 - 0 | Vĩnh Phúc  | 16/10/2008 | Vĩnh Phúc  | 4 - 4 | Yên Bái    | 21/10/2008 | Lạng Sơn   | 2 - 0 | Yên Bái    |
| 12/10/2008 | Yên Bái   | 0 - 2 | Hà nội ACB | 17/10/2008 | Bắc Giang  | 2 - 3 | Bộ Công an | 22/10/2008 | Vĩnh Phúc  | 0 - 1 | Hà Nội ACB |
| 13/10/2008 | Vĩnh Phúc | 0 - 4 | Lạng Sơn   | 18/10/2008 | Hà Nội ACB | 1 - 1 | Lạng Sơn   | 23/10/2008 | Yên Bái    | 1 - 4 | Bộ Công an |
| 14/10/2008 | Yên Bái   | 3 - 2 | Bắc Giang  | 19/10/2008 | Bộ Công an | 3 - 0 | Vĩnh Phúc  | 24/10/2008 | Bắc Giang  | 0 - 2 | Lạng Sơn   |

| Xếp hạng chung cuộc Bảng A - Giải hạng Ba Quốc gia năm 2008 | Xếp hạng chung cuộc Bảng A - Giải hạng Ba Quốc gia năm 2008 | Xếp hạng chung cuộc Bảng A - Giải hạng Ba Quốc gia năm 2008 | Xếp hạng chung cuộc Bảng A - Giải hạng Ba Quốc gia năm 2008 | Xếp hạng chung cuộc Bảng A - Giải hạng Ba Quốc gia năm 2008 | Xếp hạng chung cuộc Bảng A - Giải hạng Ba Quốc gia năm 2008 | Xếp hạng chung cuộc Bảng A - Giải hạng Ba Quốc gia năm 2008 | Xếp hạng chung cuộc Bảng A - Giải hạng Ba Quốc gia năm 2008 |
| ----------------------------------------------------------- | ----------------------------------------------------------- | ----------------------------------------------------------- | ----------------------------------------------------------- | ----------------------------------------------------------- | ----------------------------------------------------------- | ----------------------------------------------------------- | ----------------------------------------------------------- |
| TT                                                          | Đội                                                         | Trận                                                        | Thắng                                                       | Hòa                                                         | Thua                                                        | Hiệu số                                                     | Điểm                                                        |
| 1                                                           | Bộ Công an                                                  | 5                                                           | 4                                                           | 1                                                           | 0                                                           | 13-4                                                        | 13                                                          |
| 2                                                           | Lạng Sơn                                                    | 5                                                           | 3                                                           | 1                                                           | 1                                                           | 9-3                                                         | 10                                                          |
| 3                                                           | Hà Nội ACB B                                                | 5                                                           | 1                                                           | 3                                                           | 1                                                           | 5-5                                                         | 6                                                           |
| 4                                                           | Yên Bái                                                     | 5                                                           | 1                                                           | 2                                                           | 2                                                           | 10-14                                                       | 5                                                           |
| 5                                                           | Truyền hình Bắc Giang                                       | 5                                                           | 1                                                           | 1                                                           | 3                                                           | 5-8                                                         | 4                                                           |
| 5                                                           | Vĩnh Phúc                                                   | 5                                                           | 0                                                           | 2                                                           | 3                                                           | 4-12                                                        | 2                                                           |

### Bảng B
| Ngày       | Đội 1           | Tỷ số | Đội 2           | Ngày       | Đội 1           | Tỷ số | Đội 2           |
| ---------- | --------------- | ----- | --------------- | ---------- | --------------- | ----- | --------------- |
| 10/10/2008 | Quảng Ngãi      | 1 - 1 | Hòa Phát Hà Nội | 14/10/2008 | Thể Công        | 4 - 2 | Quảng Ngãi      |
| 10/10/2008 | Thanh Hóa       | 0 - 0 | Đà Nẵng         | 16/10/2008 | Hòa Phát Hà Nội | 1 - 2 | Thể Công        |
| 12/10/2008 | Quảng Ngãi      | 1 - 2 | Thanh Hóa       | 16/10/2008 | Đà Nẵng         | 2 - 2 | Quảng Ngãi      |
| 12/10/2008 | Thể Công        | 1 - 2 | Đà Nẵng         | 18/10/2008 | Thanh Hóa       | 0 - 3 | Thể Công        |
| 14/10/2008 | Hòa Phát Hà Nội | 1 - 0 | Thanh Hóa       | 18/10/2008 | Đà Nẵng         | 5 - 4 | Hòa Phát Hà Nội |

| Xếp hạng chung cuộc Bảng B - Giải hạng Ba Quốc gia năm 2008 | Xếp hạng chung cuộc Bảng B - Giải hạng Ba Quốc gia năm 2008 | Xếp hạng chung cuộc Bảng B - Giải hạng Ba Quốc gia năm 2008 | Xếp hạng chung cuộc Bảng B - Giải hạng Ba Quốc gia năm 2008 | Xếp hạng chung cuộc Bảng B - Giải hạng Ba Quốc gia năm 2008 | Xếp hạng chung cuộc Bảng B - Giải hạng Ba Quốc gia năm 2008 | Xếp hạng chung cuộc Bảng B - Giải hạng Ba Quốc gia năm 2008 | Xếp hạng chung cuộc Bảng B - Giải hạng Ba Quốc gia năm 2008 |
| ----------------------------------------------------------- | ----------------------------------------------------------- | ----------------------------------------------------------- | ----------------------------------------------------------- | ----------------------------------------------------------- | ----------------------------------------------------------- | ----------------------------------------------------------- | ----------------------------------------------------------- |
| TT                                                          | Đội                                                         | Trận                                                        | Thắng                                                       | Hòa                                                         | Thua                                                        | Hiệu số                                                     | Điểm                                                        |
| 1                                                           | Thể Công B                                                  | 4                                                           | 4                                                           | 0                                                           | 0                                                           | 10-3                                                        | 12                                                          |
| 2                                                           | SHB Đà Nẵng B                                               | 4                                                           | 1                                                           | 2                                                           | 1                                                           | 7-7                                                         | 5                                                           |
| 3                                                           | Hòa Phát Hà Nội B                                           | 4                                                           | 1                                                           | 1                                                           | 2                                                           | 7-8                                                         | 4                                                           |
| 4                                                           | Thanh Hóa B                                                 | 5                                                           | 1                                                           | 1                                                           | 2                                                           | 2-5                                                         | 4                                                           |
| 5                                                           | Pha Din Quảng Ngãi B                                        | 4                                                           | 0                                                           | 2                                                           | 2                                                           | 6-9                                                         | 2                                                           |

### Bảng C
| Ngày       | Đội 1                        | Tỷ số | Đội 2      | Ngày       | Đội 1                        | Tỷ số | Đội 2                |
| ---------- | ---------------------------- | ----- | ---------- | ---------- | ---------------------------- | ----- | -------------------- |
| 10/10/2008 | Đăk Lắk                      | 1 - 2 | Bình Phước | 17/10/2008 | Trẻ Đồng Tâm Long An         | 1 - 1 | Đăk Lắk              |
| 10/10/2008 | Thép Miền Nam - Cảng Sài Gòn | 1 - 2 | Thành Long | 20/10/2008 | Bình Phước                   | 1 - 2 | Trẻ Đồng Tâm Long An |
| 14/10/2008 | Thép Miền Nam - Cảng Sài Gòn | 1 - 2 | Đăk Lắk    | 20/10/2008 | Thành Long                   | 5 - 1 | Đăk Lắk              |
| 14/10/2008 | Trẻ Đồng Tâm Long An         | 0 - 3 | Thành Long | 23/10/2008 | Thép Miền Nam - Cảng Sài Gòn | 1 - 2 | Đồng Tâm Long An     |
| 17/10/2008 | Thép Miền Nam - Cảng Sài Gòn | 0 - 0 | Bình Phước | 23/10/2008 | Thành Long                   | 4 - 1 | Bình Phước           |

| Xếp hạng chung cuộc Bảng C - Giải hạng Ba Quốc gia năm 2008 | Xếp hạng chung cuộc Bảng C - Giải hạng Ba Quốc gia năm 2008 | Xếp hạng chung cuộc Bảng C - Giải hạng Ba Quốc gia năm 2008 | Xếp hạng chung cuộc Bảng C - Giải hạng Ba Quốc gia năm 2008 | Xếp hạng chung cuộc Bảng C - Giải hạng Ba Quốc gia năm 2008 | Xếp hạng chung cuộc Bảng C - Giải hạng Ba Quốc gia năm 2008 | Xếp hạng chung cuộc Bảng C - Giải hạng Ba Quốc gia năm 2008 | Xếp hạng chung cuộc Bảng C - Giải hạng Ba Quốc gia năm 2008 |
| ----------------------------------------------------------- | ----------------------------------------------------------- | ----------------------------------------------------------- | ----------------------------------------------------------- | ----------------------------------------------------------- | ----------------------------------------------------------- | ----------------------------------------------------------- | ----------------------------------------------------------- |
| TT                                                          | Đội                                                         | Trận                                                        | Thắng                                                       | Hòa                                                         | Thua                                                        | Hiệu số                                                     | Điểm                                                        |
| 1                                                           | Thành Long                                                  | 4                                                           | 4                                                           | 0                                                           | 0                                                           | 14-3                                                        | 12                                                          |
| 2                                                           | Đồng Tâm Long An B                                          | 4                                                           | 2                                                           | 1                                                           | 1                                                           | 4-5                                                         | 7                                                           |
| 3                                                           | Bình Phước                                                  | 4                                                           | 1                                                           | 1                                                           | 2                                                           | 2-5                                                         | 4                                                           |
| 4                                                           | Đăk Lắk                                                     | 4                                                           | 0                                                           | 1                                                           | 3                                                           | 4-8                                                         | 4                                                           |
| 5                                                           | Thép Miền Nam - Cảng Sài Gòn B                              | 4                                                           | 0                                                           | 2                                                           | 2                                                           | 3-6                                                         | 1                                                           |

### Bảng D
| Ngày       | Đội 1             | Tỷ số | Đội 2             | Ngày       | Đội 1             | Tỷ số | Đội 2             |
| ---------- | ----------------- | ----- | ----------------- | ---------- | ----------------- | ----- | ----------------- |
| 10/10/2008 | Bình Dương        | 0 - 1 | Kon Tum           | 17/10/2008 | Kon Tum           | 0 - 3 | Maseco            |
| 11/10/2008 | Phú Yên           | 1 - 0 | Bà Rịa - Vũng Tàu | 20/10/2008 | Maseco            | 4 - 4 | Phú Yên           |
| 14/10/2008 | Bà Rịa - Vũng Tàu | 0 - 0 | Maseco            | 20/10/2008 | Bình Dương        | 1 - 3 | Bà Rịa - Vũng Tàu |
| 14/10/2008 | Kon Tum           | 1 - 1 | Phú Yên           | 23/10/2008 | Bà Rịa - Vũng Tàu | 1 - 0 | Kon Tum           |
| 17/10/2008 | Phú Yên           | 2 - 0 | Bình Dương        | 23/10/2008 | Maseco            | 4 - 0 | Bình Dương        |

| Xếp hạng chung cuộc Bảng D - Giải hạng Ba Quốc gia năm 2008 | Xếp hạng chung cuộc Bảng D - Giải hạng Ba Quốc gia năm 2008 | Xếp hạng chung cuộc Bảng D - Giải hạng Ba Quốc gia năm 2008 | Xếp hạng chung cuộc Bảng D - Giải hạng Ba Quốc gia năm 2008 | Xếp hạng chung cuộc Bảng D - Giải hạng Ba Quốc gia năm 2008 | Xếp hạng chung cuộc Bảng D - Giải hạng Ba Quốc gia năm 2008 | Xếp hạng chung cuộc Bảng D - Giải hạng Ba Quốc gia năm 2008 | Xếp hạng chung cuộc Bảng D - Giải hạng Ba Quốc gia năm 2008 |
| ----------------------------------------------------------- | ----------------------------------------------------------- | ----------------------------------------------------------- | ----------------------------------------------------------- | ----------------------------------------------------------- | ----------------------------------------------------------- | ----------------------------------------------------------- | ----------------------------------------------------------- |
| TT                                                          | Đội                                                         | Trận                                                        | Thắng                                                       | Hòa                                                         | Thua                                                        | Hiệu số                                                     | Điểm                                                        |
| 1                                                           | Maseco Arirang                                              | 4                                                           | 2                                                           | 2                                                           | 0                                                           | 11-4                                                        | 8                                                           |
| 2                                                           | Phú Yên                                                     | 4                                                           | 2                                                           | 2                                                           | 0                                                           | 8-5                                                         | 8                                                           |
| 3                                                           | Bà Rịa - Vũng Tàu B                                         | 4                                                           | 2                                                           | 1                                                           | 1                                                           | 4-2                                                         | 7                                                           |
| 4                                                           | Kon Tum                                                     | 4                                                           | 1                                                           | 1                                                           | 2                                                           | 2-5                                                         | 4                                                           |
| 5                                                           | TDC Bình Dương B                                            | 4                                                           | 0                                                           | 0                                                           | 4                                                           | 1-10                                                        | 0                                                           |

Chú ý: 
Bảng A (Sân Đông Kinh), Bảng B (Sân Chi Lăng), Bảng C (Sân Thành Long) và Bảng D (Sân Bà Rịa).

## Vòng chung kết
| Bộ Công An | 2 - 2 (4 - 5, pen.) | Thể Công |
| ---------- | ------------------- | -------- |
|            | Chi tiết            |          |

| Thành Long | 2 - 2 (6 - 7, pen.) | Maseco |
| ---------- | ------------------- | ------ |
|            | Chi tiết            |        |

## Tổng kết mùa giải
Hai đội: Thể Công và Maseco đồng giải nhất với Bảng danh vị và giải thưởng: 20.000.000đ/đội và đồng nghĩa với việc Thể Công và Maseco thăng hạng. 